# Mycena epipterygia
Mycena epipterygia es una especie de hongo basidiomicetos,  de la familia Mycenaceae, perteneciente al género Mycena.

## Sinónimos
- Agaricus citrinellus (Pers, 1800)
- Agaricus citrinellus var. candidus (Weinm, 1836)
- Agaricus epipterygius (Scop, 1772)
- Agaricus epipterygius var. epipterygius (Scop. 1772)
- Agaricus epipterygius var. nutans (Pers. 1801)
- Agaricus flavipes (Sibth. 1794)
- Agaricus nutans (Sowerby, 1797)
- Agaricus plicatocrenatus (Fr. 1863)
- Mycena citrinella (P. Kumm. 1871)
- Mycena citrinella var. candida (Weinm.) Gillet 1876
- Mycena epipterygia var. badiceps (M. Lange 1955)
- Mycena epipterygia var. candida (Bon & P. Roux 1997)
- Mycena epipterygia var. epipterygia (Scop.) Gray 1821
- Mycena epipterygia var. lignicola (A.H. Sm. 1947)
- Mycena epipterygia nutans (Gray 1821)
- Mycena epipterygia var. rubescens (L. Remy, 1965)
- Mycena epipterygia var. splendidipes (Maas Geest, 1989)
- Mycena epipterygia var. viscosa (Ricken, 1915)
- Mycena flavipes (Gray, 1821)
- Mycena plicatocrenata (Gillet, 1876)
- Mycena splendidipes (Peck, 1913)
- Mycena viscosa (Maire 1910)
- Prunulus epipterygius (Murrill, 1916)
- Prunulus splendidipes (Murrill, 1916)